# Виндинг, Ромен
Ромен Виндинг (фр. Romain Winding; 25 декабря 1951, Булонь-Бийанкур — 20 июля 2023, Шамбона) — французский кинооператор.

## Биография
Ромен Виндинг родился 25 декабря 1951 года в Булонь-Бийанкуре в семье кинооператора Андреаса Виндинга (1928—1977) и Женевьевы Виндинг (1927—2008), которая работала монтажёром кино.
За время операторской карьеры Ромен Виндинг снял около 70 кино- и телефильмов. Чаще всего сотрудничает с режиссерами Жан-Клодом Бриссо и Бенуа Жако. Именно за операторскую работу в фильме последнего «Прощай, моя королева» в 2013 году Виндинг получил премию «Сезар» как лучший оператор.
В 2005 году входил в состав жюри конкурса за лучший дебют «Золотая камера» (фр. Caméra d'or) 58-го Каннского кинофестиваля.
В июле 2013 году Ромен Виндинг стал кавалером французского Ордена Искусств и литературы.
Скончался 20 июля 2023 года на 72-м году жизни.